# 哈利姆站
哈利姆站是位于印度尼西亚雅加达首都特区東雅加達市马卡萨的铁路车站，服务印尼-中国高速铁路公司（KCIC）运营的雅万高铁WHOOSH列车和印度尼西亞鐵路（KAI）运营的大雅加達輕軌勿加泗線。高铁轻轨部分分场布置，由行人天桥连接。
车站得名于周边的哈利姆·珀达纳库苏马国际机场，而机场则以印尼国家英雄哈利姆·珀达纳库苏马命名。

## 车站结构
本站海拔为52.212米，服务于雅万高铁。本站站房位于综合楼北侧。
- 高铁候车室
- 车站站台
- 轻轨车站
- 轻轨站厅